# Magneuptychia modesta
Espèce
Magneuptychia modesta est une espèce d'insectes lépidoptères (papillons) de la famille des Nymphalidae, de la sous-famille des Satyrinae et du genre Magneuptychia.

## Dénomination
Magneuptychia modesta a été décrit par Arthur Gardiner Butler en 1867 sous le nom initial de Euptychia modesta.

### Nom vernaculaire
Magneuptychia modesta se nomme Modest Satyr en anglais.

## Description
Magneuptychia modesta est un papillon au dessus marron uni.
Le revers est gris beige à reflets dorés violacés, barré de deux fines lignes discale et postdiscale foncés et orné d'une ligne submarginale d'ocelles cerclés de jaune orangé, trois vers l'apex de l'aile antérieure et à l'aile postérieure cinq, noirs et pupillés.

## Écologie et distribution
Magneuptychia modesta est présent au Venezuela, en Équateur, en Bolivie, au Brésil, au Pérou et en Guyane.

### Protection
Pas de statut de protection particulier.